# 그랜드 테프트 오토 VI
《그랜드 테프트 오토 VI》(Grand Theft Auto VI)는 록스타 게임스가 제작한 2026년 액션 어드벤처 게임이다. 《그랜드 테프트 오토》 시리즈의 여덟 번째 본편 게임으로 플로리다에 기반한 가상의 주 리오니다이다.
2023년 12월에 공식공개됐으며 2026년 5월 26일에서 플레이스테이션 5 및 엑스박스 시리즈 X/S로 출시된다고 발표했다.

## 개발
《그랜드 테프트 오토 V》가 2013년 출시된 후 당시 록스타 노스 사장 레슬리 벤지스는 시리즈 차기작에 대한 "몇 가지 구상"이 있다고 발언했다. 2018년, 〈더 노〉가 남아메리카에 기반한 바이스 시티가 배경이며 여자 주인공을 내세운 시제품 '프로젝트 아메리카스'에 대해 보도했다.

### 2022년 9월 유출
2022년 9월 18일, 총 50분에 달하는 90종의 시제품 영상들이 "teapotuberhacker"라는 사용자에 의해 〈GTA포럼즈〉에 게시됐다. 슈레이어는 해당 영상이 록스타의 정보원을 통해 진짜라고 판명했다. 〈가디언〉은 해당 영상들이 다양한 개발단계에서 생성된 것으로 일부는 1년 이상 전에 촬영된 것이라 보도했다.

## 참조

### 주해
1. ↑  〈GTA포럼즈〉 관리진은 게시 형태와 IP 주소 데이터에 기반해 "teapotuberhacker"는 2명이 공동운영한 계정이라 추정했다. 지목받는 용의자는 원유출자 "Teapot", 그리고 해킹된 《그랜드 테프트 오토 V》 소드 코드를 실제 가지고 있지 않았음에도 이더리움으로 정보를 거래하려 했던 "Lily"이다.[4][5]